# 위멍
위멍(중국어 간체자: 虞梦, 정체자: 虞夢, 병음: Yú Mèng, 한자음: 우몽, 1974년 5월 20일 ~ )은 중국의 배우이다.

## 방송 및 활동
- 1983년 아역배우로 데뷔해서 20여 편 이상의 영화와 드라마에 출연했다. 2011년 결혼 이후 연예계를 떠났고 현재 안방 극장에 모습을 보이지 않다가 2022년 방송 활동을 중단한지 12년만에 복귀를 하게 되었다.